# Pismo »From Hell«
From Hell letter ('pismo Iz pakla') pismo je koje je 1888. poslala osoba tvrdeći da je zloglasni ubojica Jack Trbosjek.
Iako je za vrijeme ubojstava poslano mnogo pisama koja je navodno napisao Trbosjek, ovo se pismo smatra jednim od rijetkih autentičnih. Za razliku od ranijeg pisma Dear Boss te razglednice Saucy Jacky), kao i ostalih pisama koja policija smatra lažnima (isključujući Bossa i Jacka), pismo From Hell nije potpisano pseudonimom Jack Trbosjek.
Pismo je datirano 15. studenog 1888., a narednog ga je dana primio George Lusk, tadašnji predsjednik Whitechapelskog odjela za sigurnost građana.
Pismo je odaslano u malom paketu koji je, kao što su liječnici ustvrdili, sadržavao i polovicu ljudskog bubrega sačuvanog u alkoholu. Ubojica je izvadio jedan bubreg Catherine Eddowes. Medicinska mišljenja bila su podijeljena oko pitanja je li bubreg doista pripadao C. Eddowes ili nije. Neki su službenici mislili da su bubreg nabavili studenti medicine i poslali ga poštom kao šalu. Ovo pismo, kao i sva ostala »Trbosjekova pisma« sadrži nekoliko gramatičkih grešaka, a govori:
| From hell. Mr Lusk, Sor I send you half the Kidne I took from one woman and prasarved it for you tother piece I fried and ate it was very nise. I may send you the bloody knif that took it out if you only wate a whil longer signed Catch me when you can Mishter Lusk | Iz pakla. G Lusk, Gispodine Šaljem vam, pola bubreha kojeg sam uzeo od jedne žene i sečuvao ga za vas drogi dio sam ispekao i pojeo bio je jako ukasan. Možda vam pošaljem krvavni noz koji ga je izvadio ako samo čekete milo duže potpisano Uhvatite me kada možete gošpodine Lusk | Iz pakla. G. Lusk, Gospodine, Šaljem vam pola bubrega koji sam uzeo od jedne žene i sačuvao za vas. Drugi sam dio ispekao i pojeo; bio je jako ukusan. Možda vam pošaljem krvavi nož koji ga je izvadio, samo ako budete još malo pričekali potpisano Uhvatite me ako možete, gospodine Lusk |

Originalno pismo, kao i bubreg koji je došao uz njega, izgubljen je zajedno s još nekim stvarima iz Trbosjekovog policijskog dosjea. Moguće je da je i pismo i bubreg sačuvao neki službenik kao suvenir koji će ga podsjećati na slučaj.

## Poveznice
- Iz pakla (strip) – strip koji dijeli ime s pismom
- Iz pakla – film nastao prema stripu

## Vanjske poveznice
- Casebook: Jack the Ripper article on the Ripper letters
- Jack the Ripper: Letters From Hell, by Stewart Evans and Keith Skinner, Sutton Publishing, 2001, ISBN 0750925493